# Pomnik Stefana Łaszewskiego w Toruniu
Pomnik Stefana Łaszewskiego w Toruniu – pomnik pierwszego wojewody województwa pomorskiego w II Rzeczypospolitej Stefana Łaszewskiego. Pomnik usytuowano na rozwidleniu ulic Wały gen. Sikorskiego i Fosy Staromiejskiej, w pobliżu Collegium Maius Uniwersytetu Mikołaja Kopernika.
Pierwszy pomnik Stefana Łaszewskiego odsłonięto 3 maja 1925 roku. Powstał on z inicjatywy ówczesnego wojewody pomorskiego Stanisława Wachowiaka. Pomnik zaprojektował prof. Eugeniusz Gros. Prace wykonał wielkopolski rzeźbiarz Marcin Rożek. Pomnik został zniszczony przez Niemców podczas II wojny światowej. Z inicjatywy Toruńskiego Oddziału Zrzeszenia Kaszubsko-Pomorskiego i Sejmiku Samorządowego dawnego województwa toruńskiego w 1997 roku wzniesiono replikę pomnika. Rzeźbę odsłonięto 11 listopada 1997 roku.
Pomnik składa się z tablicy z piaskowca wmurowanej w ścianę z kostek granitowych. Na tablicy znajduje się głowa Łaszewskiego, dwie rózgi liktorskie, symbolizujące symbol władzy urzędnika i dwa godła: Pomorza (gryf) i Polski (orzeł). Pośrodku znajduje się napis: PIERWSZEMU WOJEWODZIE POMORSKIEMU W ODRODZONEJ POLSCE STEFANOWI ŁASZEWSKIEMU WZDZIĘCZNE POMORZE.